# Universe
Universe (indtil 2013 Danfoss Universe) er en oplevelsespark på Als i Sønderjylland, der blev åbnet i 2005. Parkens formål er at begejstre børn og voksne for naturvidenskab, teknologi og iværksætteri.
Universe adskiller sig markant fra andre forlystelsesparker ved, at størstedelen af aktiviteterne har kræver aktiv involvering og er noget man som familie kan være sammen om. Baggrunden for at etablere parken var at skabe et rum, hvor alle kan få en oplevelse og læring om naturvidenskabelige fænomener.
Seneste nyhed fra 2022 er Beat the Storm som er en vindsimulator hvor man kan gå igennem en bane med blæst i orkanstyrke.
Parken blev åbnet 5. maj 2005 af Kronprins Frederik og Kronprinsesse Mary.
Universe er et af de statsstøttede videnspædagogiske aktivitetscentre.

## Attraktioner
Blandt attraktionerne i Universe er 5D-simulator, segway og den kinesiske have. Derudover findes bl.a.:
- Bittens Have
- Ball Factory
- Danfoss Museum
- Blå Kube - en rejse gennem fire af verdens største naturfænomener  
  - Gletsjer  
  - Gejser  
  - Vulkan  
  - Lyn
- Testlab
- Bubblelab
- Robert Robot Show
- Science Show
- Elbilbane
- Sky Trail
- 360 Fulldome
- Virtual Reality
- Beat the Storm
- Fire Zone
- Raket Workshop
- Air Zone
- Water Zone
- Den kinesiske have
- Den Blomstrende have

## Direktion
- 2004-2009: Charlotte Sahl-Madsen
- 2009-2011: Michael Sølvsten
- 2011-2016: Pia Bech Mathiesen
- 2016-2023 Torben Kylling Petersen